# Günther Merkel
Günther Merkel es un deportista de la RDA que compitió en piragüismo en la modalidad de eslalon. Ganó siete medallas en el Campeonato Mundial de Piragüismo en Eslalon entre los años 1959 y 1967.

## Palmarés internacional
| Campeonato Mundial | Campeonato Mundial                 | Campeonato Mundial | Campeonato Mundial |
| Año                | Lugar                              | Medalla            | Competición        |
| ------------------ | ---------------------------------- | ------------------ | ------------------ |
| 1959               | Ginebra (Suiza)                    | Medalla de plata   | C2 mixto           |
| 1961               | Hainsberg (RDA)                    | Medalla de oro     | C2 individual      |
| 1961               | Hainsberg (RDA)                    | Medalla de oro     | C2 por equipos     |
| 1963               | Spittal (Austria)                  | Medalla de oro     | C2 individual      |
| 1963               | Spittal (Austria)                  | Medalla de oro     | C2 por equipos     |
| 1965               | Spittal (Austria)                  | Medalla de oro     | C2 individual      |
| 1967               | Lipno nad Vltavou (Checoslovaquia) | Medalla de oro     | C2 por equipos     |